# Rebecca Romijn
Rebecca Alie Romijn (Berkeley, California; 6 de noviembre de 1972) es una actriz y modelo estadounidense de ascendencia neerlandesa.

## Biografía
Rebecca es hija de Jaap Romijn, un fabricante de muebles, y Elizabeth Kuizenga, profesora de inglés en una escuela pública y autora de libros de texto. Es de ascendencia neerlandesa. Rebecca estudió secundaria en el Berkeley High School donde era conocida como la Jolly Blonde Giant, algo así como la alegre rubia gigante, aunque ella ha admitido que nunca se lo tomó a mal.
Mientras estudiaba música en la Universidad de California, empezó a trabajar como modelo para conseguir dinero y se trasladó a París durante dos años. Además del inglés, también habla francés y neerlandés.

## Trayectoria
Romijn ha trabajado como modelo de bañadores entre otros para Sports Illustrated y Victoria's Secret. También trabajó de 1998 a 2000 para el programa de la MTV House of Style, dedicado a la moda. Dotada de una extraordinaria belleza, está considerada por muchos como una de las mujeres más hermosas del mundo, Rebecca siempre aparece en las listas anuales de las más bellas en revistas como Maxim (2003, 2004, 2005, 2006), AskMen.com (2001, 2002, 2003, 2005, 2006) y FHM (2000, 2001, 2002, 2003, 2004, 2005).
Rebecca tuvo su primer papel importante en X-Men (2000) interpretando a Mística, papel que repitió en X-Men 2 (2003) y en X-Men: The Last Stand (2006). En estas películas, su traje consistía en maquillaje azul y algunas prótesis estratégicamente colocadas sobre su cuerpo desnudo. En X-Men 2, además, aparece con su aspecto "normal" en una escena en la que está en un bar. También aparece con su aspecto "normal" en una escena en X-Men: The Last Stand, cuando pierde sus poderes y aparece con el pelo negro. También fue la protagonista principal de la película Femme Fatale (2002) de Brian De Palma. En 1997 apareció en la serie Friends interpretando a Cheryl.
En 2006 protagonizó la serie de televisión Pepper Dennis, donde demostró su talento para la comedia, el drama y como cantante. También ha aparecido en la serie Ugly Betty (2007), la versión americana de Yo soy Betty, la fea, interpretando el papel de Alexis Meade, una mujer transexual, hermana del protagonista de la serie Daniel Meade. Abandonó la serie en los primeros episodios de la tercera temporada, debido a su estado de gestación tan avanzado en la vida real.
Una vez que Rebecca tuvo a sus hijas gemelas apareció como protagonista en serie de la ABC Eastwick que trataba sobre brujas. La serie tuvo poco éxito y fue cancelada en su primera temporada.
En el 2019 se incorpora a la serie Star Trek: Strange New Worlds en el papel de Number One, la segunda al mando de la Enterprise al mando del capitán Cristopher Pike, personaje que ya había aparecido en el episodio piloto de la serie original de Star Trek.

## Vida personal
Se casó con el actor John Stamos el 19 de septiembre de 1998. Durante su matrimonio ella usó el nombre de Rebecca Romijn-Stamos tanto en su vida personal como profesional. La pareja anunció su separación el 12 de abril de 2004 y se divorciaron el 1 de marzo de 2005. Después ella volvió a utilizar su nombre de nacimiento, aunque legalmente este no haya cambiado.
En septiembre de 2005 anunció su compromiso con el actor Jerry O'Connell. Se casaron el 14 de julio de 2007 en California. El 28 de diciembre de 2008 nacieron sus gemelas Dolly Rebecca Rose y Charlie Tamara Tulip.

## Filmografía

### Cine
| Año  | Título                                     | Papel                             |
| ---- | ------------------------------------------ | --------------------------------- |
| 1998 | Dirty Work                                 | Dama barbuda                      |
| 1999 | Austin Powers: The Spy Who Shagged Me      | Rebecca Romijn                    |
| 2000 | X-Men                                      | Raven Darkhome / Mystique         |
| 2002 | Femme Fatale                               | Laure Ash / Lily                  |
| 2002 | S1m0ne                                     | Faith                             |
| 2002 | Rollerball                                 | Aurora                            |
| 2003 | X2: X-Men United                           | Raven Darkhome / Mystique         |
| 2004 | The Punisher                               | Joan                              |
| 2004 | Godsend                                    | Jessie Duncan                     |
| 2006 | X-Men: The Last Stand                      | Raven Darkhome / Mystique         |
| 2006 | The Alibi                                  | Lola Davis                        |
| 2006 | Man About Town                             | Nina Giamoro                      |
| 2008 | Lake City                                  | Jennifer                          |
| 2010 | The Con Artist                             | Belinda                           |
| 2011 | Possessing Piper Rose                      | Joanna                            |
| 2011 | X-Men: First Class                         | Raven Darkhome / Mystique (cameo) |
| 2012 | Good Deeds                                 | Heidi                             |
| 2014 | Phantom Halo                               | Sra. Ross                         |
| 2015 | Larry Gaye: Renegade Male Flight Attendant | Sally                             |
| 2018 | The Swinging Lanterns Stories              | Malia                             |

### Televisión
| Año        | Película                                 | Papel                      | Notas             |
| ---------- | ---------------------------------------- | -------------------------- | ----------------- |
| 1997       | Friends (Episodio: El de la chica sucia) | Cheryl                     | Serie             |
| 1998- 2000 | House of Style                           | Ella misma                 | Serie             |
| 1999       | Hefner: Unauthorized                     | Kimberly Hefner            | Película          |
| 1999- 2000 | Dame un respiro                          | Adrienne Barker            | Serie             |
| 2000       | Jack & Jill                              | Paris Everett              | Serie             |
| 2002       | MADtv                                    | Ella misma (Anfitriona)    | Serie             |
| 2006       | Pepper Dennis                            | Pepper Dennis              | Serie             |
| 2007       | Ugly Betty                               | Alexis Meade               | Serie             |
| 2007       | La casa de los Dibujos                   | Charlotte                  | Serie             |
| 2009-2010  | Eastwick                                 | Roxanne (Roxie) Torcoletti | Serie             |
| 2014- 2018 | The Librarians                           | Eve Baird                  | Serie             |
| 2017       | Love Locks                               | Lindsay Phillips           | Comedia romántica |
| 2019       | Star Trerk: Strange New Worlds           | Number One                 | Serie             |